# Аруед
Аруед (фр. Arrouède) насеље је и општина у јужној Француској у региону Миди Пирене, у департману Жерс која припада префектури Миранд.
По подацима из 2011. године у општини је живело 92 становника, а густина насељености је износила 14,53 становника/km². Општина се простире на површини од 6,33 km². Налази се на средњој надморској висини од 321 метар (максималној 327 m, а минималној 222 m).

## Демографија
| 1962. | 1968. | 1975. | 1982. | 1990. | 1999. | 2011. |
| ----- | ----- | ----- | ----- | ----- | ----- | ----- |
| 108   | 94    | 81    | 77    | 70    | 78    | 92    |

График промене броја становника у току последњих година